# الفراسية
قرية الفراسية هي إحدى القرى التابعة لمركز ساقلتة بمحافظة سوهاج في جمهورية مصر العربية. حسب إحصاءات سنة 2006، بلغ إجمالي السكان في الفراسية 8189 نسمة، منهم 4205 رجل و3984 امرأة.